# Hiltonia
Hiltonia – miasto w Stanach Zjednoczonych, w stanie Georgia, w hrabstwie Screven.